# 1608 az irodalomban
Az 1608. év az irodalomban.

## Publikációk
- William Shakespeare: Lear király.

## Születések
- november 23. – Francisco Manuel de Mello portugál politikus, katona, barokk költő, író († 1666)
- december 9. – John Milton angol költő, a barokk irodalom egyik legnagyobb alakja († 1674)